# سیستامین
سیستامین (به انگلیسی: Cystamine) با فرمول شیمیایی C۴H۱۲N۲S۲ یک ترکیب شیمیایی با شناسه پاب‌کم ۲۹۱۵ است. که جرم مولی آن ۱۵۲٫۲۸ g/mol می‌باشد. شکل ظاهری این ترکیب، روغن چسبناک است.